# Čermná (Libouchec)
Čermná (německy Leukersdorf) je vesnice, část obce Libouchec v okrese Ústí nad Labem. Nachází se asi čtyři kilometry jihovýchodně od Libouchce. Čermná leží v katastrálním území Čermná u Libouchce o rozloze 4,35 km².

## Historie
Vesnice byla založena ve třináctém století, ale první písemná zmínka o ní pochází z roku 1364. Tehdy byl jejím majitelem Bernart z Čermné, kterému patřila nejspíše do roku 1377. V letech 1376 a 1377 se Bernart dělil s Petrem knězem, Otou, Janem a Bernartem mladším, v letech 1383–1399 je uváděn Ota, dále Buda Brach (1405–1409) a v letech 1418–1427 Jan Puškař z Kozojed. Od roku 1526 nebo 1527 Čermná patřila k panství hradu Blansko, v jehož soupisu z roku 1544 je uvedena jediná zmínka o zdejší tvrzi.

## Obyvatelstvo
Při sčítání lidu v roce 1921 zde žilo 333 obyvatel (z toho 160 mužů), z nichž byli čtyři Čechoslováci, 326 Němců a tři cizinci. Všichni se hlásili k římskokatolické církvi. Podle sčítání lidu z roku 1930 měla vesnice 312 obyvatel: 311 Němců a jednoho cizince. S výjimkou dvou evangelíků a dvou lidí bez vyznání byli římskými katolíky.
|           | 1869 | 1880 | 1890 | 1900 | 1910 | 1921 | 1930 | 1950 | 1961 | 1970 | 1980 | 1991 | 2001 | 2011 |
| --------- | ---- | ---- | ---- | ---- | ---- | ---- | ---- | ---- | ---- | ---- | ---- | ---- | ---- | ---- |
| Obyvatelé | 392  | 377  | 376  | 332  | 330  | 333  | 312  | 158  | 134  | 103  | 54   | 39   | 54   | 78   |
| Domy      | 67   | 68   | 70   | 70   | 73   | 72   | 75   | 72   | 33   | 27   | 19   | 21   | 21   | 29   |

## Pamětihodnosti
- Kostel svatého Mikuláše z první poloviny 18. století stojící nad průjezdní silnicí v obci. V kostelní věži se nacházel zvon, přesunutý do kostela Všech Svatých v Arnultovicích a zrekvírovaný zvon z roku 1557 od Wolfa Hilgera. V roce 2008 začala rekonstrukce střechy a fasády do té doby velmi zchátralého a prakticky nepřístupného kostela.[10]
- kamenný most přes Červený potok